# بنو قتادة
بنو قتادة يطلق عليهم القتادات أو القتاديون ، وأيضا القتادية ، قبيلة عربية، من الأشراف الحسنيون وتنحدر من قتادة بن إدريس، أحد أبناء الجيل الثالث عشر من الحسن بن علي والذي أخذ حكم مكة في عام 1201م.
كان القتاديون هم آخر أربع سلالات (طبقات) من الأشراف الحسنيون (التي سبقتها الموسويين والسليمانيون والهواشم) التي حكمت مكة المكرمة بالكامل منذ منتصف القرن العاشر تقريبًا. استولى قتادة بن إدريس بعد أن قضى على دولة الهواشم وشريفها مكثر بن عيسى، آخر أمير للهواشم، في عام 1201. ظلت إمارة مكة في أيدي نسله حتى عام 1925 عندما استسلم شريف مكة الأخير، علي بن الحسين ملك مملكة الحجاز إلى لابن سعود سلطان نجد.

## نبذة
القتاديون ال قتادة بن ادريس بن مطاعن بن عبد الكريم بن عيسى بن الحسين بن سليمان بن علي بن عبد الله بن محمد الثائر بن موسى الثاني بن عبد الله الرضى بن موسىالجون بن عبد الله المحض بن الحسن المثنى بن الحسن بن علي بن أبي طالب بن عبد المطلب بن هاشم وهم من أهل البيت ومن الاشراف الحسنين

## حكمهم

### خلال عصرالدولة الأيوبية(1201–1254)

علم الحجاز الأيوبية

- قتادة بن إدريس (1201–1220): قتل في سن 90 من قبل ابنه
- أبو سعد الحسن بن علي بن قتادة بن إدريس الحسني العلوي (1220–1241): الظاهر بيبرس حاكم مصر كلفه بجمع الزكاة في المنطقة
- أبو نمي بن أبي سعد (الحسن أبو سعد) (1241–1254)

### خلال عصرالمماليك(1254–1517)

علم المماليك الحجاز

- محمد أبو نوباج (1254–1301): أول شريف مملوكي بعد سقوط الدولة الأيوبية
- رميثة بن محمد (1301–1346)
- عجلان بن رميثة (1346–1375)
- حسن بن عجلان (الحسن الثاني) (1394–1425)
- بركات الأول (1425–1455)
- الملك العادل محمد بن بركات (1455–1497)
- بركات الثاني (بركات بن محمد) (بركات أفندي) (1497–1525): بنى الأسوار الأولى لمدينة جدة بأمر من قانصوه الغوري

### خلال عصرالدولة العثمانية(1517–1917)

علم الحجاز العثمانية

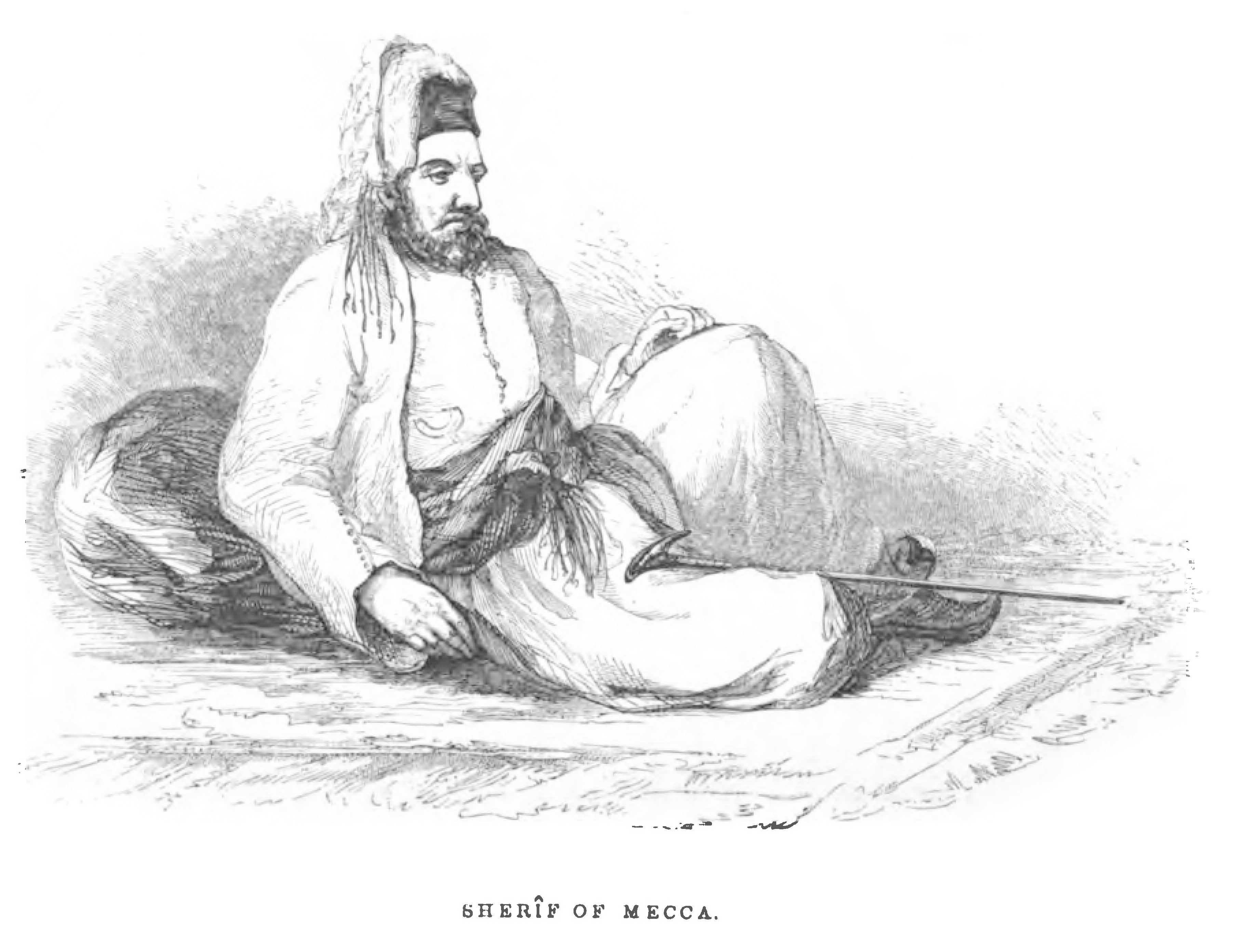
محمد بن عبدالمعين، شريف مكة 1827-1851، كما ظهر في صورة وردت في كتاب من عام 1848، رسمها ويليام فرانسيس لينش

- بركات الثاني (بركات بن محمد) (بركات أفندي) (1497–1525): أول شريف عثماني; أصبح الحجاز ولاية عثمانية بعد سقوط القاهرة للسلطان سليم الأول.
- محمد أبو نمي الثاني (1525–1583): تم إعادة بناء أسوار جدة في 1525 بعد الانتصار على البرتغال البرتغال أرمادا قي البحر الأحمر
- الحسن بن محمد أبو نمي (1583–1601)
- إدريس بن الحسن (1601–1610)
- محسن بن حسين (1610–1628)
- أحمد بن طالب الحسن (1628–1629)
- مسعود بن إدريس (مسعود أفندي) (1629–1630)
- عبد الله بن الحسن (1630–1631)
- زيد بن محسن (1631–1666)
- سعد بن زيد (1666–1667)
- محسن بن أحمد (1667–1668)
- سعد بن زيد (1668–1670)
- حمود بن عبد الله بن الحسن (1670–1670)
- سعد بن زيد (1670–1671)
- بركات بن محمد (1672–1682)
- سعيد بن بركات (1682–1683)
- إبراهيم بن محمد (1683–1684)
- أحمد بن زيد (1684–1688)
- أحمد بن غالب (1688–1689)
- محسن بن أحمد (1689–1691)
- سعيد بن سعد (1691–1693)
- سعد بن زيد (1693–1694)
- عبد الله بن هاشم (1694–1694)
- سعد بن زيد (1694–1702)
- سعيد بن سعد (1702–1704)
- عبد المحسن بن أحمد (1704–1704)
- عبد الكريم بن محمد (1704–1705)
- سعيد بن سعد (1705–1705)
- عبد الكريم بن محمد (1705–1711)
- سعيد بن سعد (1711–1717)
- عبد الله بن سعيد (1717–1718)
- علي بن سعيد (1718–1718)
- يحيى بن بركات (1718–1719)
- مبارك بن أحمد (1719–1722)
- بركات بن يحيى (1722–1723)
- مبارك بن أحمد (1723–1724)
- عبد الله بن سعيد (1724–1731)
- محمد بن عبد الله (1731–1732)
- مسعود بن سعيد (1732–1733)
- محمد بن عبد الله (1733–1734)
- مسعود بن سعيد (1734–1759)
- جعفر بن سعيد (1759–1760)
- مساعد بن سعيد (1760–1770)
- أحمد بن سعيد (1770–1770)
- عبد الله بن حسين (1770–1773)
- سرور بن مساعد (1773–1788)
- عبد المعين بن مساعد (1788–1788): عينه سعود الكبير بن عبد العزيز بن محمد آل سعود, حاكم الدرعية (الدولة السعودية الأولى)
- غالب بن مساعد (1788–1803)
- يحيى بن سرور (1803–1813): المسجون في القسطنطينية خلال عصر الحرب العثمانية السعودية
- غالب بن مساعد (1813–1827)
- عبد المطلب بن غالب (1827–1827)
- محمد بن عبد المعين بن عون (1827–1851)
- عبد المطلب بن غالب (1851–1856)
- محمد بن عبد المعين بن عون (1856–1858)
- عبد الله كامل باشا (1858–1877)
- حسين بن محمد (1877–1880)
- عبد المطلب بن غالب (1880–1882)
- الشريف عون الرفيق (1882–1905)
- عبد الإله بن محمد بن عبد المعين (1905–1908)
- حسين بن علي الهاشمي (1908–1916) (لاحقا الملك حسين)
- علي حيدر باشا (1916–1917)

### خلال عصرمملكة الحجاز(1916–1925)

علم مملكة الحجاز

- حسين بن علي الهاشمي (1916–1924) (سابقا حسين باشا)
- علي بن حسين (1924–1925)

## فروع بني قتادة
- ال الحارث
- ال إبراهيم
- ال الحسن
- ال ابونمي
- ال براقي
- ال بركات
- ال بشر
- ال تعرة
- ال جعفر
- ال جويرش
- ال حامد
- ال حذيفة
- ال حماد
- ال حميد
- ال حازم

## ديار ال قتادة الحسنين
مكة المكرمة والمدينة المنورة ووادي فاطمة والرياض والاحساء وجنوب الليث والقصيم والإفلاج وبريدة وضباء والطائف وتربة والخرمة و وادي قياء ووادي ليه وتهامة وجازان ونجران